# Championnat de Lettonie de football 1999
Navigation
Saison précédente Saison suivante
La saison 1999 du Championnat de Lettonie de football était la 9e édition de la première division lettone. La Virsliga regroupe les 8 meilleurs clubs lettons au sein d'une poule unique qui s'affrontent 4 fois durant la saison, deux fois à domicile et deux fois à l'extérieur. À l'issue du championnat, le club classé dernier est relégué en deuxième division.
C'est le Skonto Riga, champion de Lettonie depuis 8 saisons, qui remporte une nouvelle fois la compétition en terminant la saison en tête du championnat. C'est le 9e titre -consécutif- de champion de Lettonie de son histoire. Le Skonto manque le doublé en perdant en finale de la Coupe de Lettonie face au FK Riga.
LU-Daugava Riga aurait dû prendre part au championnat, mais le club doit redémarrer en D2 pour raisons financières, il est remplacé par un club nouvellement créé, le FK Riga.

## Les 8 clubs participants
| - Skonto Riga - FK Riga - Dinaburg FC - FK Liepajas Metalurgs | - FK Rezekne - Policijas Riga - Promu de D2 - FK Valmiera - FK Ventspils |

## Compétition

### Classement
Le barème de points servant à établir le classement se décompose ainsi :
- Victoire : 3 points
- Match nul : 1 point
- Défaite : 0 point

| Rang | Équipe                | Pts | J  | G  | N | P  | Bp | Bc | Diff |
| ---- | --------------------- | --- | -- | -- | - | -- | -- | -- | ---- |
| 1    | Skonto Riga (T)       | 69  | 28 | 23 | 0 | 5  | 88 | 15 | +73  |
| 2    | FK Liepājas Metalurgs | 60  | 28 | 19 | 3 | 6  | 73 | 25 | +48  |
| 3    | FK Ventspils          | 56  | 28 | 18 | 2 | 8  | 62 | 26 | +36  |
| 4    | Dinaburg FC           | 44  | 28 | 13 | 5 | 10 | 37 | 32 | +5   |
| 5    | FK Valmiera           | 35  | 28 | 10 | 5 | 13 | 33 | 42 | -9   |
| 6    | FK Riga (C)           | 34  | 28 | 10 | 4 | 14 | 35 | 42 | -7   |
| 7    | Policijas FK (P)      | 20  | 28 | 5  | 5 | 18 | 25 | 93 | -68  |
| 8    | FK Rēzekne            | 5   | 28 | 1  | 2 | 25 | 12 | 90 | -78  |

|  | Qualification pour la Ligue des champions 2000-2001                                |
|  | Qualification pour la Coupe UEFA 1999-2000                                         |
|  | Qualification pour la Coupe UEFA 2000-2001                                         |
|  | Qualification pour la Coupe Intertoto 2000                                         |
|  | Relégation en deuxième division                                                    |
|  | (T) Tenant du titre (C) Vainqueur de la Coupe de Lettonie (P) Promu de 2e division |

## Bilan de la saison
| Championnat de Lettonie de football 1999 |                        |
| Champion                                 | Skonto Riga (9e titre) |
| Coupes et trophées                       |                        |
| Vainqueur de la Coupe de Lettonie 1999   | FK Riga                |
| Qualifications continentales             |                        |
| Ligue des champions 2000-2001            | Skonto Riga            |
| Coupe UEFA 1999-2000                     | FK Riga                |
| Coupe UEFA 2000-2001                     | FK Liepajas Metalurgs  |
| Coupe UEFA 2000-2001                     | FK Ventspils           |
| Coupe Intertoto 2000                     | Dinaburg FC            |
| Promotions et relégations                |                        |
| Promus en Virsliga                       | FK Daugava Riga        |
| Relégués en Latvian First League         | FK Rezekne             |